# Гілрой (місто, Каліфорнія)
Ґілрой (англ. Gilroy) — місто (англ. city) в окрузі Санта-Клара, штат Каліфорнія, США. Населення — 59 520 осіб (2020).

## Географія
Гілрой розташований за координатами 37°0′23″ пн. ш. 121°35′7″ зх. д. / 37.00639° пн. ш. 121.58528° зх. д. (37.006407, -121.585321). За даними Бюро перепису населення США 2010 року місто мало площу 41,85 км², з яких 41,82 км² — суходіл та 0,03 км² — водойми.

### Клімат
| Клімат : Гілрой       | Клімат : Гілрой | Клімат : Гілрой | Клімат : Гілрой | Клімат : Гілрой | Клімат : Гілрой | Клімат : Гілрой | Клімат : Гілрой | Клімат : Гілрой | Клімат : Гілрой | Клімат : Гілрой | Клімат : Гілрой | Клімат : Гілрой | Клімат : Гілрой |
| Показник              | Січ.            | Лют.            | Бер.            | Квіт.           | Трав.           | Черв.           | Лип.            | Серп.           | Вер.            | Жовт.           | Лист.           | Груд.           | Рік             |
| Середній максимум, °C | 15,6            | 17,8            | 19,4            | 22,2            | 25,6            | 28,9            | 31,1            | 31,1            | 30,0            | 26,1            | 20,0            | 15,6            | 23,6            |
| Середній мінімум, °C  | 2,8             | 5,0             | 6,1             | 6,7             | 9,4             | 11,1            | 12,2            | 12,2            | 11,7            | 8,9             | 5,6             | 2,8             | 7,9             |
| Норма опадів, мм      | 119             | 95              | 82              | 36              | 10              | 3               | 1               | 1               | 8               | 23              | 56              | 94              | 529             |
| Днів з опадами        | 10              | 9               | 9               | 6               | 2               | 1               | 0               | 0               | 1               | 3               | 6               | 9               | 58              |
| Днів з дощем          | 7               | 6               | 6               | 3               | 1               | 0               | 0               | 0               | 1               | 2               | 4               | 6               | 37              |
| --------------------- | --------------- | --------------- | --------------- | --------------- | --------------- | --------------- | --------------- | --------------- | --------------- | --------------- | --------------- | --------------- | --------------- |
| Джерело: NOAA         |                 |                 |                 |                 |                 |                 |                 |                 |                 |                 |                 |                 |                 |

## Демографія
Згідно з переписом 2010 року у місті мешкала 48 821 особа в 14 175 домогосподарствах у складі 11 336 родин. Густота населення становила 1167 осіб/км². Було 14854 помешкання (355/км²).
Расовий склад населення:
| - 58,7 % — білих - 7,1 % — азіатів - 1,9 % — чорних або афроамериканців - 1,7 % — корінних американців - 0,2 % — вихідців з тихоокеанських островів - 25,2 % — осіб інших рас |

До двох чи більше рас належало 5,1 %. Частка іспаномовних становила 57,8 % від усіх жителів.
За віковим діапазоном населення розподілялося таким чином: 30,7 % — особи молодші 18 років, 60,9 % — особи у віці 18—64 років, 8,4 % — особи у віці 65 років та старші. Медіана віку мешканця становила 32,4 року. На 100 осіб жіночої статі в місті припадало 98,5 чоловіків;  на 100 жінок у віці від 18 років та старших — 97,1 чоловіків також старших 18 років.
Середній дохід на одне домашнє господарство  становив 99 714 долари США (медіана — 83 027), а середній дохід на одну сім'ю — 105 933 долари (медіана — 89 266). Медіана доходів становила 54 780 доларів для чоловіків та 46 796 доларів для жінок. За межею бідності перебувало 15,1 % осіб, у тому числі 22,3 % дітей у віці до 18 років та 8,0 % осіб у віці 65 років та старших.
Цивільне працевлаштоване населення становило 24 289 осіб. Основні галузі зайнятості: освіта, охорона здоров'я та соціальна допомога — 17,6 %, роздрібна торгівля — 13,6 %, виробництво — 12,6 %.

## Історія
Першими жителями регіону, де сьогодні розташоване місто Гілрой, були індіанці Олоні, які переважно займалися полюванням та землеробством.

## Визначні заходи
Фестиваль часнику міста Гілрой — один з найбільших фестивалей їжі в США, який проходить щорічно в останні вихідні липня.

## Міста-побратими
- Ангра-ду-Ероїжму, Португалія